# Jože Brus (geodet)
Jože Brus, slovenski geodet, * 2. maj 1909, Idrija, † 20. maj 1997, Ljubljana.

## Življenje in delo
Po diplomi iz geodezije 1934 na ljubljanski Tehniški fakulteti se je sprva zaposlil v odseku za ceste in mostove na banovinski upravi, od 1939 pa pri raznih institucijah za vodno gospodarstvo. Ukvarjal se je z regulacijami in melioracijami nekaterih manjših povodij in vodil regulacijo na potoku Lijak. Nato je bil vodja študijskega oddelka na upravi vodnega gospodarstva, sestavljal načrt študij in raziskav  ter jih usklajeval z elaboratom Vodnogospodarske osnove, ki so postajale podlaga za vodnogospodarski del vseh tehničnih dokumentacij in za varovanje načrtnosti pri poseganju v režim vodotokov. Po 2. svetovni vojni je med drugim sodeloval tudi v jugoslovanski komisiji za ureditev Save in pri študiji v okviru tehnične pomoči Organizacije združenih narodov.